# Kaplica św. Wojciecha w Stobnicy
Kaplica św. Wojciecha – katolicka kaplica zlokalizowana w Stobnicy (gmina Oborniki).

## Historia i architektura
Kaplicę wybudowano w początkach XX wieku, na skarpie nadwarciańskiej, jako protestancką. Po 1945 nie była używana w celach religijnych, pełniła też funkcję domu mieszkalnego. Od 1997 stanowi kaplicę katolicką, filię parafii w Kiszewie. Od początków XVII wieku opiekę duszpasterską nad mieszkańcami Stobnicy pełnił proboszcz kiszewski. W 1726 Stobnica stała się samodzielną parafią, co trwało do początków XIX wieku (przyłączenie do parafii w Obrzycku). Od 2000 wieś ponownie należy do parafii w Kiszewie.
Przy kaplicy stoi skromna drewniana dzwonnica.